# Адыгалах
Адыгалах — бывший пгт в Сусуманском районе Магаданской области (Россия). Располагался на берегу реки Аян-Юрях.

## География
Посёлок находился на левом берегу реки Аян-Юрях (исток Колымы), на автодороге Магадан — Хандыга.

## История
Возник как посёлок золотодобытчиков.
В конце февраля — начале марта 1946 года в Адыгалахе умер Дмитрий Гачев, осуждённый советский музыковед, историк эстетики.
В 1951—1954 годах в посёлке образовано управление исправительно-трудового лагеря (преобразован в лагерное отделение) Дорлаг.
В 1953 году Адыгалах получил статус посёлка городского типа. 
В 1994 году пгт Адыгалах был упразднён.

## Население
| 1959 | 1970 | 1979 | 1989 |
| ---- | ---- | ---- | ---- |
| 1902 | ↘588 | ↗832 | ↘289 |

## Известные жители
Иван Пенкин — Начальник горноэксплуатационного участка прииска «Адыгалах» Магаданского совнархоза, Герой Социалистического Труда.

## Экономика
Добыча золота.